# 台灣傳奇
《台灣傳奇》是2022年民視播出中的古裝單元劇，改編台灣鄉野傳奇故事，為《新台灣奇案》的續作，2022年5月1日於民視無線台首播。

## 播出時間
| 頻道       | 所在地 | 播放日期     | 播出時間          |
| ---------- | ------ | ------------ | ----------------- |
| 民視無線台 | 臺灣   | 2022年5月1日 | 週日 22:01－23:32 |

| 民視無線台 #播出時間 | 民視無線台 #播出時間 | 民視無線台 #播出時間 |
| -------------------- | -------------------- | -------------------- |
|                      | 台灣傳奇             |                      |
| 新台灣奇案           | 零日攻擊             |                      |

## 單元列表
| 單元名稱       | 播出日期       | 演員清單 |
| 北瓜宴         | 2022年5月1日   | 陳星飾劉文才、劉全，葉雨柔飾陳翠荷、林淑女，許亞芬飾薛禮（轉輪王），邱品誼飾文判官，許辰安飾武判官，塗祐任飾尉遲恭，蔡瑋庭飾秦瓊，江奕承飾牛頭，林旭飾馬面，連明月飾劉王寶珠，林秀芳飾洪美貴，林久登飾陳明坤，陳樺樺飾賴金桃，洪又方飾洪有桂，何恃東飾步速鬼，蘇建明飾膨風鬼，簡浚皓飾空行鬼，邱賢桂飾遁地鬼，龍冠武飾城隍爺，詹豐綦飾阿茂，張武松飾大夫，齊宇傑飾黑無常，方毅飾白無常，呂俍慧飾孟婆，于樂誠飾阿溪，郭羚飾林李玉蘭，鄭聖儒飾道士，陳亭妃飾觀世音菩薩，翁國豪飾王天君，林紫涵飾豔紅，李文揮飾地藏王菩薩 |
| 定財金         | 2022年5月15日  | 林久登飾后土地公，塗祐任飾秦廣王，章永華飾黃定財，呂俍慧飾黃廖阿蕊，張雅棠飾黃進來，林潔莉飾吳丁英，許辰安飾黃尚明，陳星飾吳家榮，邵姿菱飾王牡丹，陳樺樺飾林慧心，瑪利亞飾阿花嬸，翁國豪飾阿木，郭羚飾楊高美如，林旭飾楊高貴，林紫涵飾胡李宋美婷，詹豐綦飾縣太爺，陳詮飾黃尚文，郭雅茹飾黃尚水，唐玲飾吳家芳，李國禎飾兩光道士，張金城飾仵作 |
| 上帝與上帝公   | 2022年6月26日  | 許亞芬飾上帝爺公，林久登飾余青付，張雅棠飾余先覺，邵姿菱飾秋月，呂俍慧飾章起鳳，翁國豪飾包山，陳樺樺飾惠君，瑪利亞飾柏雅，陳星飾張崇儒，郭羚飾阿麗，黃子芸飾玲瓏，王大熊飾阿寬，張發財飾火慶，齊宇傑飾阿良，林淑妮飾淑妮，高安勇飾班森，馬愷傑飾喬治，陳乃甄飾產婆，林潔莉飾阿彩，王芮希飾阿免，詹豐綦飾縣太爺，林旭飾師爺，胡晴柔飾丫環(阿柔)，鄭又瑄飾丫環 |
| 蛇的眼淚       | 2022年8月21日  | 李靜芳飾王母娘娘，張雅棠飾土地公，嬛嬛飾註生娘娘，林久登飾黃歧，邵姿菱飾洪麗玉，陳樺樺飾月里，翁國豪飾李文岳，瑪利亞飾阿苦，陳星飾高明，郭羚飾金秀，林淑妮飾村長夫人，林旭飾許慶元，唐玲飾酒女，楚龍飾掌櫃，林潔莉飾產婆，王子華飾店小二，楚龍飾粉腸，齊宇傑飾阿賢 |
| 菁埔夫人前傳   | 2022年9月25日  | 陳亭妃飾媽祖娘娘，李京璇飾菁埔夫人（楊金香），楊蕙瑄飾觀音菩薩，黃妙如飾閭山老母，李靜芳飾楊邱阿銀，林久登飾蟾蜍精，陳星飾阿海，陳樺樺飾陳金瓶，陳宗毅飾烏龜精，衣衣飾魚精，王子華飾田螺精，呂俍慧飾蜈蚣精，宸宸飾楊金香（幼年），林紫涵飾鳥精，瑪利亞飾楊吳翠華，郭羚飾陳許紅霞，吳奇聰飾楊仲先，林旭飾陳榮義，陳宥欣飾罔腰（幼年），江俊臣飾楊大哥，吳月梅飾楊大嫂，向貴祥飾阿志 |
| 荷花怨         | 2022年11月13日 | 陳亭妃飾媽祖娘娘，陳星飾張漢郎，林久登飾張明通，郭羚飾黃秀鳳，吳奇聰飾白文凱，王子華飾廖阿坤，陳柏州飾道士，陳樺樺飾李翠蘭，黃妙如飾阿花，王大熊飾周家源，林亭均飾林荷花，張雅棠飾周大富，翁國豪飾周家恩，邵姿菱飾廖明珠，呂昭慧飾阿福嬸，陳乃甄飾謝麗雪，林旭飾陳建中，李璇飾黃婷茹，詹豐綦飾王大人，齊宇傑飾師爺，向貴祥飾廟公，林紫涵飾高彩虹 |
| 女人心菜籽命   | 2023年4月2日   | 陳樺樺飾劉金珠，郭羚飾劉李好，魏瑀飾劉玉珠，翁國豪飾劉冒，陳宥欣飾小玉珠，朱雅琪飾小玉書，陳星飾陳中和，吳奕宸飾劉青彩，張雅棠飾劉慶和，陳宗毅飾林文全，王子華飾祝俏趒，陳乃甄飾媒人婆，唐玲飾師娘，陳冠橙飾劉寶生，黃妙如飾劉陳翠花，溫舜億飾張先生，林旭飾縣太爺，呂俍慧飾產婆 |
| 再見阿溜       | 2023年5月14日  | 楊蕙瑄飾王母娘娘，林旭飾許家承，魏瑀飾陳秀枝，翁國豪飾陳阿義，郭羚飾金秀，張雅棠飾土地公，黃妙如飾土地婆，陳星飾家業，邵姿菱飾洪麗玉，王子華飾張文棟，瑪利亞飾九天玄女，龍冠武飾城隍爺，陳樺樺飾註生娘娘，吳奇聰飾二郎神，李靜芳飾霓裳仙子，鹿峰飾保生大帝，陳亭妃飾媽祖娘娘，一玄法師飾月老，蔡宇倫飾齊天大聖，楊琇婷飾麻姑，詹豐綦飾村長 |
| 五塊寮的大嫂   | 2023年6月11日  | 陳星飾王念恩，陳樺樺飾劉佳慧，王大熊飾王念祖，邵姿菱飾玉蓮，郭羚飾村長夫人，瑪利亞飾阿來嬸，張雅棠飾張有福，孟飛飾包哲生，陳宗毅飾洪肅，陳乃甄飾阿雀姨，塗祐任飾秦廣王，曾吉連飾曾來壽，陳冠橙飾小念恩，陳宥欣飾小天賜，一玄法師飾土地公，陳冠橙飾小家和，黃妙如飾廟婆，王子華飾阿德，溫舜億飾大夫 |
| 靈猴拜聖帝     | 2023年7月23日  | 王大熊飾李添財，龍冠武飾文衡聖帝，陳宗毅飾李添丁，孟芳飾王金花，陳樺樺飾美玉，瑪利亞飾罔市，吳奇聰飾廖俊宏，李婉瑜飾秋萍 邱沛璇飾楊貴妃， 陳宥欣飾王招君， 吳奕宸飾阿珠 |
| 無尾阿溜       | 2023年9月3日   | 陳亭妃飾媽祖娘娘,張雅棠飾土地公,陳宗毅飾許成源,賴瀠婕飾金針,李琬瑜飾郭淑滿,吳奇聰飾劉鐵鍊,陳冠橙飾阿聰（阿忠）,陳樺樺飾喵咪,一撮飾一撮,蕭嵂中飾英俊,蘇建明飾縣老爺,詹豐綦飾高正坤,林荺蓉飾阿蓮,林沂潔飾阿麗,吳奕宸飾阿丹,王子華飾矮子華,翁國豪飾李進興,余宗霈飾阿勇 |
| 菁埔夫人之魔胎 | 2023年10月15日 | 林依倩(金愛荃)飾菁埔夫人,陳樺樺飾陳金瓶,蕭嵂中飾周斷天,王大熊飾王百福,林沛飾王金枝,林紹霆飾秦勇,賴瀠婕飾佳瑜,林沂潔飾阿妹,王子華飾洪龜,翁國豪飾村長,詹豐綦飾廟公,陳亭妃飾媽祖娘娘,一玄法師飾玄一道長,楊蕙瑄飾觀士音,劉孟婷飾媒婆 |
| 失落的新娘     | 2023年12月17日 | |
| 喜事連蓮       | 2024年2月4日   | |
| 祈願           | 2024年4月7日   | |
| 聖帝得地理     | 2024年5月5日   | |
| 來回一千年     | 2024年6月16日  | 一玄法師飾唐朝皇帝，孟芳飾皇后/相親女，陳樺樺飾洪姍姍/紫娟，吳奇聰飾劉修民/劉守明，林紹霆飾大貓/大象，羅志峰飾黃文耀/國主，陳冠橙飾假三皇子，翁國豪飾總管，張雅棠飾李教授，楊蕙瑄飾唐朝皇后，袁兆橙飾小兆/林將軍，陳心彤飾淑妃/相親女，琳娜飾德妃，黃玉連飾嫣紅/相親女，黃晴玟飾皇后宮女，張育瑄飾宮女，游知潔飾宮女，陳東海飾洪太醫，朱奕勳飾國主太監，李雲山飾攝影師，林銀村飾演大虎/阿六，黃妙如飾太后/修民媽，香慧法師飾和尚，戴鈺錠飾白太醫，詹豐綦飾寧夏國王，若涵飾火焰女巫，游禮謙飾小太監，楊克允飾三皇子。   |
| 一碗碗粿       | 2024年7月21日  | |
| 菁埔渡石虎     | 2024年8月18日  | |
| 水返腳土地公   | 2024年9月22日  | |
| 枋橋媽與小巡安 | 2024年10月27日 | |
| 崎嵧庄情仇       | 2024年12月1日  | |
| 狗丈夫         | 2025年1月5日   | |
| 樹靈公娶某     | 2025年4月6日   | |
| 孟婆三笑       | 2025年5月11日  | |
| 萬昌行         | 2025年6月15日  | |
| 生死簿         | 2025年7月13日  | |

## 主題曲

### 片頭曲
| 曲名       | 主唱   | 作詞   | 作曲   | 播出期間                    |
| 愛你無留名 | 陳衣宸 | 周韋   | 周韋   | 2022年5月1日－2022年6月26日 |
| 由我決定   | 杜忻恬 | 洪于筑 | 洪于筑 | 2022年                      |
| 當初的咱   | 賴慧如 | 賴慧如 | 洪于筑 | 2022年                      |
| 夜夜情     | 陳昶均 | 志峰   | 志峰   | 2022年7月3日－2023年5月28日 |
| 堅持一定贏 | 曾朝松 | 曾朝松 | 曾朝松 | 2023年6月4日－              |

### 片尾曲
| 曲名       | 主唱   | 作詞   | 作曲   | 播出期間                     |
| 請你珍惜我 | 張秀卿 | 石國人 | 石國人 | 2022年5月1日－2023年4月16日  |
| 一擔男人米 | 陳隨意 | 石國人 | 石國人 | 2023年4月23日－2024年1月28日 |
| 笑紅塵     | 葉諾帆 | 吳梵   | 李海   | 2024年2月4日－               |

### 插曲
| 曲名         | 主唱   | 作詞     | 作曲 | 播出期間                     |
| 菁埔夫人聖歌 | 李明洋 | 一玄法師 | 羅森 | 2022年10月2日－2022年11月6日 |

## 外部連結
- 台娛百科上的相关条目：台灣傳奇
- YouTube上的台灣傳奇播放列表
- 四季線上4gTV-台灣傳奇 （页面存档备份，存于）